# Гонні Сі-Ісан
Гонні Сі-Ісан  (тай. ฮันนี่ ศรีอีสาน) або Пхін (тай. พิณ);  — таїландська співачка та відома співачка.

## Історії
Народилася в 1970 році в провінції Каласін. Закінчив лише 6 клас. Розпочала творчу кар'єру 1991 року, видавши епонімний альбом. Вона була знаменита лише один рік. Загинув у аварії у 1992 році у віці лише 21 року.

## Дискографія
- Namta Lon Bon Tee Non (น้ำตาหล่นบนที่นอน)
- Won Phee Mee Rak Dieaw (วอนพี่มีรักเดียว)